# Format arkusza
Format arkusza – standardowe rozmiary arkusza papieru stosowane powszechnie w drukarniach i rysunku technicznym. Czasem pojęcie formatu stosuje się do arkuszy niepapierowych, np. format formy drukowej w drukarni offsetowej (czyli powlekanego warstwą światłoczułą arkusza blachy aluminiowej).

## NormaISO 216

Formaty papieru – seria A.

Formaty papieru – seria B.

Formaty papieru – seria C.

Podstawowa w Polsce norma arkuszy papieru PN-EN ISO 216:2009 jest zgodna z międzynarodową normą ISO 216. Norma ta pierwotnie została stworzona przez Niemiecki Instytut Normalizacyjny – (DIN 476) w 1922 r. Najbardziej popularnym formatem papieru jest A4.
Norma ISO 216 definiuje dwa szeregi formatów: A i B. Format C, stosowany głównie do rozmiarów kopert, jest zdefiniowany w normie ISO 269 (wycofana w 2009 roku, a polska wersja językowa została wycofana w 2014 roku).
W formacie A stosunek krótszego boku do dłuższego jest zawsze jak 1 do √2 (tj. jak bok kwadratu do jego przekątnej) z zaokrągleniem do pełnych milimetrów. Taki stosunek długości boków powoduje, że po złożeniu arkusza na pół krótszymi bokami do siebie uzyskuje się dwa arkusze o takiej samej proporcji boków, jak arkusz wyjściowy. Długości boków formatu A0 są tak dobrane, że jego powierzchnia wynosi 1 m². Kolejne, mniejsze formaty z tej serii, są tworzone przez dzielenie arkuszy w połowie ich dłuższego boku. Stąd format A1 jest połową A0, A2 połową A1 itd., jednak zawsze z zaokrągleniem do pełnych milimetrów.
Wymiary formatów B są średnią geometryczną z dwóch pośrednich wymiarów A (zatem i ich proporcje są jak 1 do √2), z zaokrągleniem do pełnych mm, np. wymiary boków B1 są średnią geometryczną z boków A1 i A0. Wreszcie, wymiary formatów C są średnią geometryczną z odpowiednich wymiarów A i B, np. format C2 jest średnią geometryczną z A2 i B2.
Głównym przeznaczeniem serii formatów C są koperty. W tym przypadku numeracja informuje, jakiego rodzaju arkusz formatu A można bez składania umieścić w danej kopercie, np. do koperty C4 mieści się bez składania papier A4. Jeśli papier A4 zostanie raz złożony na pół, będzie miał wymiary A5, zatem zmieści się w kopercie C5. Z kolei po dwukrotnym złożeniu na pół arkusz A4 mieści się w kopercie C6. Także w tej serii formatów długości boków zachowują proporcję 1 do √2.
Ze względu na swoją praktyczność norma ta jest stosowana w większości krajów świata. Wyjątkiem są tylko USA, Kanada, Meksyk i Japonia. W USA i Kanadzie najbardziej popularnym formatem papierów jest system Letter-Legal-Executive, zaś w Japonii stosowany jest system używający podobnej do ISO struktury, ale o minimalnie odmiennych wymiarach.
Rozmiary papieru zgodne z normą ISO 216 dla szeregu A i B, i ISO 269 dla szeregu C:
| format zasadniczy | format zasadniczy    | formaty pomocnicze | formaty pomocnicze   | formaty pomocnicze | formaty pomocnicze   |
| szereg A          | szereg A             | szereg B           | szereg B             | szereg C           | szereg C             |
| ----------------- | -------------------- | ------------------ | -------------------- | ------------------ | -------------------- |
| Symbol formatu    | Wymiary arkusza [mm] | Symbol formatu     | Wymiary arkusza [mm] | Symbol formatu     | Wymiary arkusza [mm] |
| 4A0               | 1682×2378            | —                  | —                    | —                  | —                    |
| 2A0               | 1189×1682            | —                  | —                    | —                  | —                    |
| A0                | 0841×1189            | B0                 | 1000×1414            | C0                 | 917×1297             |
| A1                | 0594×0841            | B1                 | 0707×1000            | C1                 | 648×0917             |
| A2                | 0420×0594            | B2                 | 0500×0707            | C2                 | 458×0648             |
| A3                | 0297×0420            | B3                 | 0353×0500            | C3                 | 324×0458             |
| A4                | 0210×0297            | B4                 | 0250×0353            | C4                 | 229×0324             |
| A5                | 0148×0210            | B5                 | 0176×0250            | C5                 | 162×0229             |
| A6                | 0105×0148            | B6                 | 0125×0176            | C6                 | 114×0162             |
| A7                | 0074×0105            | B7                 | 0088×0125            | C7                 | 081×0114             |
| A8                | 0052×0074            | B8                 | 0062×0088            | C8                 | 057×0081             |
| A9                | 0037×0052            | B9                 | 0044×0062            | C9                 | 040×0057             |
| A10               | 0026×0037            | B10                | 0031×0044            | C10                | 028×0040             |
| format DL         | 0099×0210            | —                  | —                    | koperta DL         | 110×0220             |
| —                 | —                    | —                  | —                    | C7/6               | 081×0162             |

## NormaISO 217
Polska norma arkuszy papieru PN-EN ISO 217:2013-11E jest zgodna z międzynarodową normą ISO 217 i opisuje formaty nieprzyciętych arkuszy ("brutto") — większe od odpowiedników z serii A by pomieścić spady drukarskie, które są później odcinane przywracając format A.
Porównawczo:
- Arkusz formatu A0 (ISO 216) ma powierzchnię 1m²
- Arkusz formatu RA0 (ang. raw – surowy) ma powierzchnię 1.05m²
- Arkusz formatu SRA0 (ang. supplementary raw — uzupełniający surowy) ma powierzchnię 1.15m²

| RA  | Format [mm] | SRA  | Format [mm] |
| RA0 | 0860×1220   | SRA0 | 0900×1280   |
| RA1 | 0610×0860   | SRA1 | 0640×0900   |
| RA2 | 0430×0610   | SRA2 | 0450×0640   |
| RA3 | 0305×0430   | SRA3 | 0320×0450   |
| RA4 | 0215×0305   | SRA4 | 0225×0320   |

## System amerykański

Formaty papieru – system amerykański

porównanie formatów amerykańskiego i ISO

Do 1992 r. system amerykański nie był precyzyjnie unormowany. W codziennej praktyce stosowano cztery formaty: letter („listowy”), legal („oficjalny”) i executive („biurowy”), zdefiniowane w calach. Oprócz tego, we wszystkich instytucjach rządowych USA stosowano obowiązkowo format „government-letter” (8×10½ cala). Format ten wprowadził sekretarz handlu USA Herbert Hoover, który chciał w ten sposób zaoszczędzić na kosztach działania rządu USA, gdyż w tym czasie format ten był powszechnie stosowany w kołonotatnikach w szkołach na terenie kraju i arkusze papieru w tym formacie były tańsze od arkuszy w innych formatach. Format ten został zniesiony w czasach prezydentury  Ronalda Reagana, kiedy to American National Standards Institute na wniosek producentów drukarek i urządzeń kopiujących opracował normę ANSI/ASME Y14.1 obowiązującą z drobnymi poprawkami także współcześnie.  Identyczne rozmiary papieru obowiązują także w Kanadzie i częściowo w Meksyku.
Lista oficjalnych formatów stosowanych w USA zgodnie z normą ANSI/ASME Y14.1:
| Nazwa               | Cale    | [mm]     | Proporcje |
| ------------------- | ------- | -------- | --------- |
| Quarto              | 10 × 8  | 0254×203 | 1,2500    |
| Foolscap            | 13 × 8  | 0330×203 | 1,6250    |
| Executive           | 10½× 7¼ | 0267×184 | 1,4483    |
| Government-Letter   | 10½× 8  | 0267×203 | 1,3125    |
| Letter              | 11 × 8½ | 0279×216 | 1,2941    |
| Legal               | 14 × 8½ | 0356×216 | 1,6471    |
| Ledger, Tabloid     | 17 ×11  | 0432×279 | 1,5455    |
| Post                | 19¼×15½ | 0489×394 | 1,2419    |
| Crown               | 20 ×15  | 0508×381 | 1,3333    |
| Large Post          | 21 ×16½ | 0533×419 | 1,2727    |
| Demy                | 22½×17½ | 0572×445 | 1,2857    |
| Medium              | 23 ×18  | 0584×457 | 1,2778    |
| Royal               | 25 ×20  | 0635×508 | 1,2500    |
| Elephant            | 28 ×23  | 0711×584 | 1,2174    |
| Double Demy         | 35 ×23½ | 0889×597 | 1,4894    |
| Quad Demy           | 45 ×35  | 1143×889 | 1,2857    |
| STMT                | 8½× 5½  | 0216×140 | 1,5455    |
| A (Letter)          | 11 × 8½ | 0279×216 | 1,2941    |
| B (Ledger, Tabloid) | 17 ×11  | 0432×279 | 1,5455    |
| C                   | 22 ×17  | 0559×432 | 1,2941    |
| D                   | 34 ×22  | 0864×559 | 1,5455    |
| E                   | 44 ×34  | 1118×864 | 1,2941    |

## Tradycyjny system brytyjski
Tradycyjny system brytyjski powstał w połowie XVIII w. i był w użyciu w imperium brytyjskim aż do jego upadku po II wojnie światowej. Z tego systemu wywodzi się współczesny system amerykański – pozostałe kraje dawnego Imperium przeszły w większości na system ISO 216. W samej Wielkiej Brytanii system ten był stopniowo zastępowany systemem ISO od połowy lat 60. XX w. Pewne elementy tego systemu są jednak wciąż w użyciu w sądownictwie brytyjskim i na dworze królewskim.
System ten opiera się na kilkunastu podstawowych formatach papieru, których pochodne, podobnie jak w systemie ISO 216, tworzy się przez cięcie podstawowego formatu w połowie ich dłuższego boku. Formaty powstające przez cięcie formatów podstawowych oznacza się przedrostkami pochodzącymi z łaciny, np. poprzez trzykrotne złożenie na pół formatu „Royal” uzyskuje się format „Royal Octavo”.
Niektóre, częściej używane formaty brytyjskie:
| Nazwa               | Cale      | [mm]        | Proporcje |
| ------------------- | --------- | ----------- | --------- |
| Emperor             | 72 × 48   | 1829 × 1219 | 1,5       |
| Antiquarian         | 53 × 31   | 1346 × 787  | 1,7097    |
| Grand Eagle         | 42 × 28¾  | 1067 × 730  | 1,4609    |
| Colombier           | 34½ × 23½ | 876 × 597   | 1,4681    |
| Atlas*              | 34 × 26   | 864 × 660   | 1,3077    |
| Imperial*           | 30 × 22   | 762 × 559   | 1,3636    |
| Pinched Post        | 28½ × 14¾ | 724 × 375   | 1,9322    |
| Elephant*           | 28 × 24   | 711 × 584   | 1,2174    |
| Princess            | 28 × 21½  | 711 × 546   | 1,3023    |
| Cartridge           | 26 × 21   | 660 × 533   | 1,2381    |
| Royal*              | 25 × 20   | 635 × 508   | 1,25      |
| Sheet and Half Post | 23½ × 19½ | 597 × 495   | 1,2051    |
| Medium*             | 23 × 18   | 584 × 457   | 1,2778    |
| Demy*               | 22½ × 17½ | 572 × 445   | 1,2857    |
| Large Post          | 21 × 16½  | 533 × 419   | 1,2727    |
| Large Post          | 20 × 15½  | 508 × 394   | 1,2903    |
| Copy Draught        | 20 × 16   | 508 × 406   | 1,25      |
| Crown*              | 20 × 15   | 508 × 381   | 1,3333    |
| Post*               | 19¼ × 15½ | 489 × 394   | 1,2419    |
| Foolscap*           | 17 × 13½  | 432 × 343   | 1,2593    |
| Small Foolscap      | 16½ × 13¼ | 419 × 337   | 1,2453    |
| Brief               | 16 × 13½  | 406 × 343   | 1,1852    |
| Pott                | 15 × 12½  | 381 × 318   | 1,2       |

## System japoński
W Japonii obowiązuje norma JIS P 0138, która definiuje dwie główne serie formatów. Seria A jest zbliżona do serii A ISO 216, jednak nieco inaczej zaokrągla wymiary mniejszych formatów do pełnych milimetrów. Wymiary serii B są zdefiniowane jako posiadające 1,5 raza mniejsze powierzchnie od wymiarów serii A. Stąd wymiary boków japońskiej serii B nie odpowiadają serii B ISO, lecz są średnio 1,22 raza mniejsze od odpowiednich wymiarów serii A.
W Japonii istnieje także kilka tradycyjnych wymiarów papieru, które są głównie stosowane do druku książek i nie występują w ogólnie dostępnych artykułach papierniczych. Dwa najbardziej znane wymiary tego rodzaju to Shiroko-ban i Kiku.
Tabela japońskich formatów papieru (rozmiary JIS w mm):
|     | Format B  | Shiroko ban | Kiku      |
| --- | --------- | ----------- | --------- |
| 0   | 1030×1456 |             |           |
| -1  | 0728×1030 |             |           |
| -2  | 0515×0728 |             |           |
| -3  | 0364×0515 |             |           |
| -4  | 0257×0364 | 0264×0379   | 0227×0306 |
| -5  | 0182×0257 | 0189×0262   | 0151×0227 |
| -6  | 0128×0182 | 0127×0188   |           |
| -7  | 0091×0128 |             |           |
| -8  | 0064×0091 |             |           |
| -9  | 0045×0064 |             |           |
| -10 | 0032×0045 |             |           |
| -11 | 0022×0032 |             |           |
| -12 | 0016×0022 |             |           |